# دفتر بین‌المللی نانسن برای پناهندگان
دفتر بین‌المللی نانسن برای پناهندگان (فرانسوی: Office International Nansen pour les Réfugiés‎) سازمانی بود که در سال ۱۹۳۰ توسط جامعه ملل تأسیس گردیده و از آنجا که زمان زیادی از مرگ فریتیوف نانسن نمی‌گذشت، به دلیل کمکها و اعمال صلح جویانه‌اش به نام او نامگذاری شد.

دفتر بین‌المللی نانسن مسئولیت پناهندگان مناطق جنگی بین سالهای ۱۹۳۰ تا ۱۹۳۹ را بر عهده داشت. یکی از علل سرشناسی این نهاد، توسعه دادن گذرنامه نانسن برای افراد بدون تابعیت بود که می‌توانستند بین کشورها سفر کنند.

این سازمان در سال ۱۹۳۸ موفق به دریافت جایزه صلح نوبل گردید.